# Strada statale 551 Traversa del Mugello
La ex strada statale 551 Traversa del Mugello (SS 551), ora strada provinciale 551 Traversa del Mugello (SP 551), è una strada provinciale italiana, il cui percorso si snoda nella città metropolitana di Firenze.

## Percorso
La strada ha origine dalla strada statale 65 della Futa nei pressi di Novoli, frazione di San Piero a Sieve. La strada si dirige quindi verso lo stesso centro abitato, superato il quale varca il fiume Sieve e incrocia la ex strada statale 503 del Passo del Giogo. L'arteria segue quindi il percorso del Sieve, attraversando Borgo San Lorenzo e Vicchio, terminando a Dicomano dove si innesta nella strada statale 67 Tosco Romagnola.
In seguito al decreto legislativo n. 112 del 1998, dal 2001, la gestione è passata dall'ANAS alla Regione Toscana che ha provveduto al trasferimento dell'infrastruttura al demanio della Provincia di Firenze (dal 2015 città metropolitana di Firenze).